# هوارد بيتش
هوارد بيتش (بالإنجليزية: Howard Beach)‏ هو عازف هاربسكورد بريطاني، ولد في 10 ديسمبر 1966.